# Veronik Sarah Jarchow
Veronik Sarah Jarchow (* 25. August 1988 in Hamburg als Veronik Sarah Skorupka, früher Veronik Sarah Olszewska) ist eine deutsch-polnische Volleyball- und Beachvolleyball-Spielerin.

## Karriere
Skorupka begann mit dem Volleyballspiel 2003 in der Bezirksliga beim TSG Bergedorf, bevor sie 2004 zum CVJM Hamburg wechselte und mit einem Doppelspielrecht in der 2. Bundesliga und in der Verbandsliga startete. Als WiWa Hamburg in die 1. Bundesliga aufstieg, sicherten sie sich Veronik als eine von zwei Jugendspielerinnen. Drei Jahre spielte sie für den 1. VC Norderstedt, bevor sie wegen ihres Studiums beim CV Playas de Benidorm anfing. Skorupka spielte von 2010 bis 2012 beim VT Aurubis Hamburg II in der Zweiten Bundesliga. Danach wechselte sie in die Erste Bundesliga zum Köpenicker SC. 2013/14 spielte sie beim Ligakonkurrenten 1. VC Wiesbaden. Zur Saison 2014/15 wechselte sie zum polnischen Verein PTPS Piła. Nach einem Jahr in der zweiten französischen Liga bei Sens OC kehrte sie 2016 nach Deutschland zum Zweitligisten VfL Oythe zurück.